# Mohammed I ibn Nasr

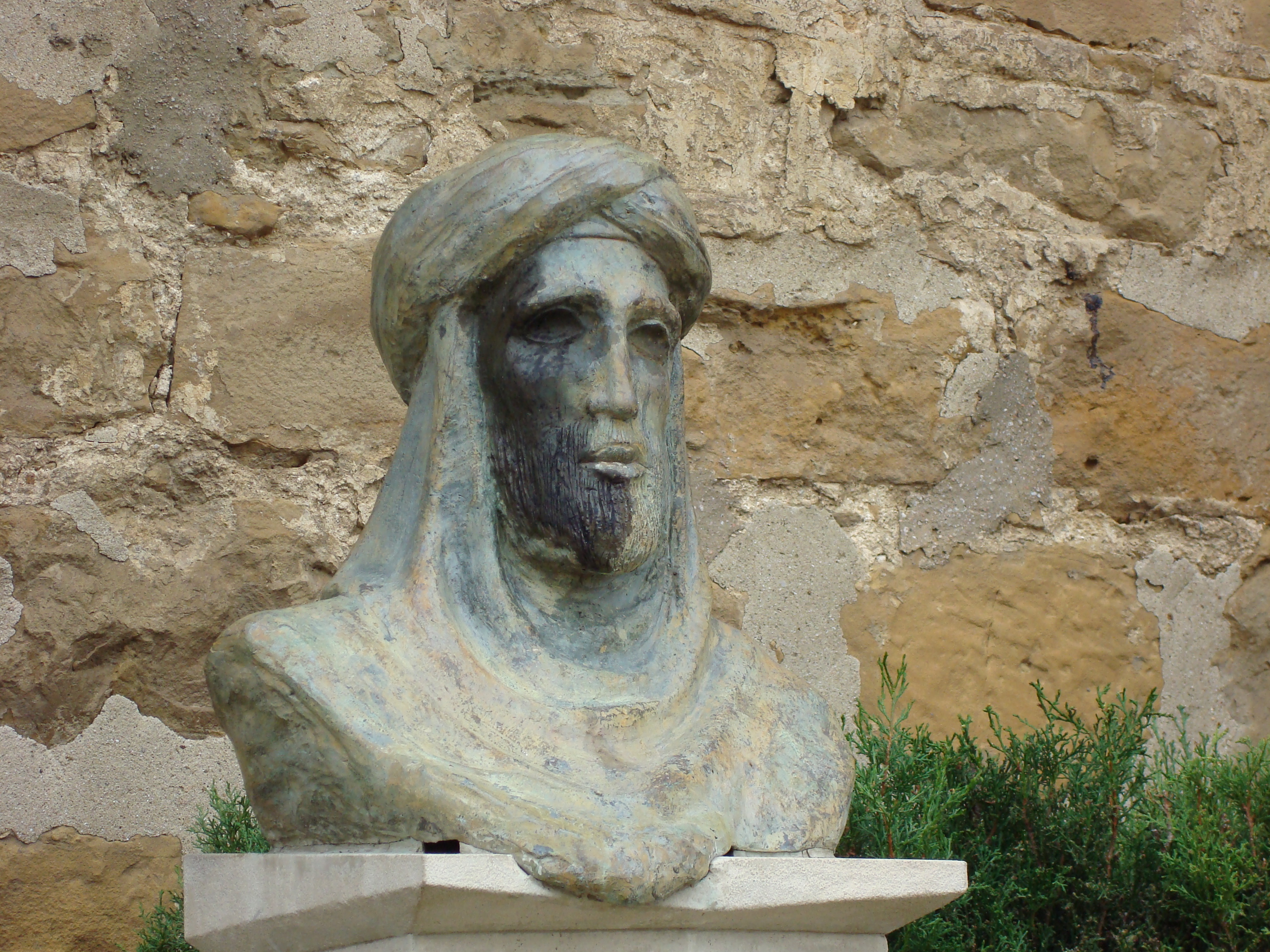
Een standbeeld van Mohammed I van Granada in Arjona.

Mohammed I ibn Nasr (overleden in 1273) was de eerste sultan van de Nasriden-dynastie van Taifa Arjona en het Emiraat Granada en heerste van 1232 tot aan zijn dood.

## Biografie
Mohammed I liet zich in 1232 in de Spaanse stad Arjona tot sultan kronen en in 1237 verkreeg hij de macht over Granada. Tijdens zijn leven vocht hij tegen de Castiliaanse druk om zich te onderwerpen en zorgde hij voor opvangplaatsen voor moslimvluchtelingen. Hij werd opgevolgd door zijn zoon Mohammed II al-Faqih.